# ナウム・ショル
ナウム・ズセレヴィチ・ショル（Наум Зуселевич Шор, ラテン文字転写: Naum Zuselevych Shor, 1937年1月1日 – 2006年2月25日）は、ウクライナの数学者およびサイバネティクス研究者。微分不可能最適化に対する方法論および楕円体法を提案したことで知られ、ウクライナ国立科学アカデミーの正会員（1997年）、教授、物理数学博士。ソビエト連邦、ウクライナの最適化問題の解決に貢献し、「キエフの箒」として知られる手法を共同開発した。

## 経歴
1937年1月1日、ウクライナ・ソビエト社会主義共和国（現：ウクライナ）のキーウにてユダヤ系の家庭で生まれた。1958年、タラス・シェフチェンコ記念キーウ国立大学の機械数学部を卒業。在学中、ヴィクトル・グルシュコフの指導の下、微分代数に関する科学研究に従事した。同年、グルシュコフの招聘により、ウクライナ科学アカデミー計算センター（現：グルシュコフ記念サイバネティクス研究所）にエンジニアとして入所し、生涯にわたり同研究所で活動した。
1964年に候補科学学位（Ph.D.相当）の論文を弁護。1983年から非平滑最適化手法部門を、1990年から複雑な最適化問題に対する解決手法に関する部門を主宰。1990年にウクライナ・ソビエト社会主義共和国科学アカデミーの通信会員、1997年12月4日にウクライナ国立科学アカデミーの正会員に選出された。
キーウのモスクワ物理工科大学分校、ウクライナ国立工科大学（KPI）、ソロモノフ大学で教授を務め、国際学術誌『Кибернетика и системный анализ』（Cybernetics and Systems Analysis）の編集委員を務めた。2006年2月25日、キーウで死去し、バイコヴェ墓地（区画21）に埋葬された。

## 科学的貢献
微分不可能最適化の分野で国際的な評価を受けている。特に、ヴォロディミル・ミハレヴィチと共同で開発した「逐次変形分析法」（通称「キエフの箒」）は、ソビエト連邦の国家経済課題（例：バイカル・アムール鉄道の最適設計、ガスパイプライン、輸送・電力網、製鉄所の最適負荷）に広く応用された。
1960年代、当時の計算機技術を活用した微分不可能最適化問題に対する手法を提案し、複雑な実問題の解決を可能にした。主な研究は以下の三つに大別される：
1. 一般化勾配降下法（1962–1971年）：数値的非平滑最適化の新分野を開拓。
2. 劣勾配法、楕円体法：微分不可能な関数の劣勾配を用いた劣勾配法を提案し、収束性を保証した。また楕円体法に関しては与えられた問題の入力サイズのみ依存する計算量を持つことを証明し、数理最適化の計算複雑性理論の観点で多大な貢献を図った。
3. r-アルゴリズム：連続する劣勾配の差に沿った空間伸張を用いる劣勾配法。離散的、多項式、マトリックス問題におけるラグランジュ双対評価の取得に応用された。

これらの手法は、凸最適化、線形計画、離散最適化、確率的計画法などに応用されており、理論と実践の橋渡しを行った。10冊のモノグラフと200以上の論文を発表しており、著名な著書として以下が挙げられる：
- ミハレヴィチ、ショル他『最適設計選択の計算手法』（2005年）
- ショル『微分不可能関数の最小化手法とその応用』（1977年、英語版1985年）
- ショル『微分不可能最適化と多項式問題』（1998年）
- エルモリエフ、ショル「2段階確率的計画法のランダムサーチ法」（1968年）

## 受賞歴
- ソビエト連邦国家賞（1981年）
- ウクライナ国家科学技術賞（1973年、1993年、1999年）[3][4]
- グルシュコフ賞（ウクライナ国立科学アカデミー、1987年）
- ミハレヴィチ賞（ウクライナ国立科学アカデミー、1997年、2000年）